# Ove Jepsen
Ove Jepsen van Reenen född 1934 i Danmark, är en dansk-svensk målare,  tecknare och diktare.
Under andra världskriget förde han ett eget krig mot Tyskarna genom att förstöra material som skulle användas vid bygget av Karups flygbas. Han kom till Sverige när han var 15 år och arbetade med att rensa sockerbetor på Jorberga gods för att sedan prova på ett flertal arbeten. Han blev fast bosatt i Sverige 1954 men flyttade på ålderns höst till Odense i Danmark. Jepsen studerade måleri och teckning i Köpenhamn 1950-1951 och vid Ikast i Danmark 1952-1953 samt tillsammans med sin dåvarande fru i Paris 1958-1959 och under en målarkurs i New York 1960-1961 samt privata studier för Fridolf Dalin i Strängnäs 1962-1965. Separat har han ställt ut i Sverige, Danmark, Spanien och USA bland annat på Strandgalleriet i Eskilstuna, Galleri Appella i Strängnäs och på Galleri Gamla Ansikten i Stockholm och han har medverkat i samlingsutställningar i Stockholm, Göteborg, Hannover och Hamburg. Under 1960-talet drev han en målarskola i Villa Alvik i Stallarholmen. Han signerar sin konst Ove Jepsen och 1983 utgav han diktsamlingen Stella Nova. Han är medlem i konstnärsgruppen Form och Färgverkstaden i Eskilstuna. Jepsen är representerad på ett flertal offentliga institutioner i USA Spanien, Danmark i Sverige är han representerad vid Kungliga biblioteket, Uppsala universitetsbibliotek och Lunds universitetsbibliotek. 